# 10719 Andamar
10719 Andamar è un asteroide della fascia principale. Scoperto nel 1985, presenta un'orbita caratterizzata da un semiasse maggiore pari a 2,4063040 UA e da un'eccentricità di 0,1936149, inclinata di 1,30186° rispetto all'eclittica.
Il nome deriva dalle iniziali di Anne e David Marren, amici dello scopritore.